# Norito
Les norito (祝詞), du verbe noru (« dire, annoncer »), sont des prières ritualisées du shintoïsme. Elles s'adressent toujours à un ou plusieurs kamis et sont récitées en ancien japonais par les prêtres shinto au rang le plus élevé.
Depuis la publication du livre de prières dans l'Engishiki au Xe siècle, les norito sont en grande partie standardisés en vingt-sept modèles. Ne changent habituellement dans le corps du texte récité que l'occasion de la récitation du norito par le demandeur ou le kami auquel il s'adresse, le nom de l'offrant, le nom du prêtre officiant et la raison de la récitation. 
L'efficacité d'un norito (en termes de faveurs du kami ou de la personne à laquelle il est destiné) dépend de la perfection de la lecture : d'une façon générale, le shinto veut que seul le norito récité sans faute garantit l'accomplissement de la requête présentée sous forme de prière (voir kotodama). Les norito ne sont cependant des prières au sens de demandes adressées aux kamis que de façon indirecte, il s'agit plutôt de l'expression d'une forme de respect ou témoignage de reconnaissance à leur endroit, et qui doit confirmer l'harmonie entretenue avec eux.
Chaque cérémonie et chaque célébration (matsuri) dans le shinto possède au moins un norito qui lui correspond. Au cours de la période du shintoïsme d'État, les norito souvent contradictoires récités dans les sanctuaires shinto sont largement standardisés par le gouvernement pour l'ensemble du Japon, mais cette situation est partiellement inversée après la fin de la Seconde Guerre mondiale.

## Source de la traduction
- (de) Cet article est partiellement ou en totalité issu de l’article de Wikipédia en allemand intitulé « Norito » (voir la liste des auteurs).